# Liste der Monuments historiques in Montdauphin
Die Liste der Monuments historiques in Montdauphin führt die Monuments historiques in der französischen Gemeinde Montdauphin auf.
Bauwerke sind nicht gelistet.
Die Objekte sind mit Ausnahme des Gemäldes von Lafon sämtlich der Kirche Saint-Loup, 7 Rue d’Église, in Montdauphin zuzuordnen.

## Liste der Objekte
| Bezeichnung                                                  | Beschreibung                                        | Standort              | Kennzeichnung | Schutzstatus | Datum | Bild           |
| ------------------------------------------------------------ | --------------------------------------------------- | --------------------- | ------------- | ------------ | ----- | -------------- |
| Prozessionsbanner mit dem Abbild Lupus von Troyes und Attila | Textil, 19. Jahrhundert                             | 7 Rue d’Église (Lage) | PM77001163    | Classé       | 1975  |                |
| Kupferstich Erzengel Michael bekämpft den Dämonen            | Druck Lucas Kilian, Beginn des 17. Jahrhunderts     | 7 Rue d’Église (Lage) | PM77002447    | Inscrit      | 1977  |                |
| Litre funéraire                                              | Kalkfarbe auf Stein, 18. Jahrhundert                | 7 Rue d’Église (Lage) | PM77003221    | Inscrit      | 1979  |                |
| Statue des Heiligen Theobald von Provins                     | polychrom gefasste Holzstatue, 16./17. Jahrhundert  | 7 Rue d’Église (Lage) | PM77002553    | Inscrit      | 1977  |                |
| Kirchenbänke                                                 | Holz, 18. Jahrhundert                               | 7 Rue d’Église (Lage) | PM77003220    | Inscrit      | 1979  |                |
| Statue Eutropius von Saintes                                 | polychrom gefasstes Holz, Ende des 16. Jahrhunderts | 7 Rue d’Église (Lage) | PM77002554    | Inscrit      | 1977  |                |
| Kruzifix                                                     | polychrom gefasstes Holz, 16. Jahrhundert           | 7 Rue d’Église (Lage) | PM77003222    | Inscrit      | 1979  |                |
| Statue Jungfrau mit Jesuskind                                | polychrom gefasstes Holz, 17. Jahrhundert           | 7 Rue d’Église (Lage) | PM77003225    | Inscrit      | 1979  |                |
| Kruzifix                                                     | polychrom gefasstes Holz, 16. Jahrhundert           | 7 Rue d’Église (Lage) | PM77003223    | Inscrit      | 1979  |                |
| Statue Lupus von Troyes                                      | polychrom gefasstes Holz, 16. Jahrhundert           | 7 Rue d’Église (Lage) | PM77003226    | Inscrit      | 1979  |                |
| Kupferstich Magnificat                                       | Druck Simon Thomassin, 18. Jahrhundert              | 7 Rue d’Église (Lage) | PM77003224    | Inscrit      | 1979  |                |
| Kupferstich Verklärung des Herrn                             | Druck François I. Chéreau, 18. Jahrhundert          | 7 Rue d’Église (Lage) | PM77003227    | Inscrit      | 1979  |                |
| Kupferstich Martyrium des Laurentius von Rom                 | Druck Gérard II. Audran, 18. Jahrhundert            | 7 Rue d’Église (Lage) | PM77003228    | Inscrit      | 1979  |                |
| zwei Reliquienschreine                                       | Holz, 18. Jahrhundert                               | 7 Rue d’Église (Lage) | PM77003229    | Inscrit      | 1979  |                |
| Fenster der Marienlitanei                                    | Buntglas, 16. Jahrhundert                           | 7 Rue d’Église (Lage) | PM77001162    | Classé       | 1917  | weitere Bilder |
| Gemälde: Der zwölfjährige Jesus im Tempel                    | Maler Jacques-Émile Lafon, 1850                     | in der Mairie (Lage)  | PM77002296    | Classé       | 2017  |                |

Zum Verständnis siehe: Kirchenausstattung